# Zamarada perplexa
Zamarada perplexa là một loài bướm đêm trong họ Geometridae.